# Giang Bắc tứ trấn
Giang Bắc tứ trấn (chữ Hán: 江北四鎮), dân gian quen gọi là Nam Minh tứ trấn (南明四鎮), là 4 quân khu trọng yếu của chính quyền Nam Minh, nhưng thường được hiểu là 4 cánh quân chủ lực thuộc về Cao Kiệt, Lưu Lương Tá, Lưu Trạch Thanh, Hoàng Đắc Công: Cao Kiệt trấn thủ Từ Châu; Lưu Lương Tá trấn thủ Thọ Châu (nay là huyện Thọ, An Huy); Lưu Trạch Thanh trấn thủ Lư Châu (nay là Hợp Phì, An Huy); Hoàng Đắc Công trấn thủ Lư Châu, dời đi Nghi Chân (nay là thành phố cấp huyện Nghi Chinh, địa cấp thị Dương Châu, tỉnh Giang Tô), rồi lại về Lư Châu. Bọn họ được toàn quyền trong mọi vấn đề quân sự – chính trị tại nhiệm sở của mình.

## Bối cảnh ra đời
Năm 1644, giữa các triều thần nhà Minh dời về phía nam đã nổ ra cuộc tranh luận xem vị phiên vương nào là người thích hợp kế thừa đế vị. Đảng Đông Lâm bị chia rẽ: Sử Khả Pháp ủng lập Quế vương Chu Thường Doanh, bọn Tiền Khiêm Ích ủng lập Lộ vương Chu Thường Điến; nhưng Phúc vương Chu Do Tung – con trai của Chu Thường Tuân, người từng tranh ngôi Thái tử với Minh Quang Tông Chu Thường Lạc – được Phượng Dương tổng đốc Mã Sĩ Anh ủng lập đã giành được thắng lợi, trở thành Hoằng Quang đế của chính quyền Nam Minh. Dưới tay Mã có 3 viên đại tướng: Cao Kiệt, Hoàng Đắc Công, Lưu Lương Tá, lại thêm Lưu Trạch Thanh – đều là những tướng lãnh bỏ miền bắc chạy xuống miền nam, nương nhờ ở Phượng Tường – nắm giữ phần lớn quân đội Nam Minh, khiến cho đảng Đông Lâm đành chịu thất bại.
Nhờ công phù lập, Hoàng Đắc Công được tiến phong làm Tĩnh Nam hầu (vốn là bá tước), Cao Kiệt được phong Hưng Bình bá, Lưu Trạch Thanh được phong Đông Bình bá, Lưu Lương Tá được phong Quảng Xương bá. Không rõ ai đã kiến nghị ban tước cho họ , nhưng thành lập Tứ trấn là sách lược của Sử Khả Pháp: ..."Thần cho rằng cần nắm lấy địa lợi, gấp đặt 4 phiên. 4 phiên là: một ở Hoài, Từ, một ở Dương, Trừ, một ở Phượng, Tứ, một ở Lư, Lục. Lấy Hoài, Dương, Tứ, Lư để phòng thủ, lại lấy Từ, Trừ, Phượng, Lục làm căn bản để tiến đánh. Phàm các món binh mã tiền lương thuộc về họ, đều cho phép được tự ý sử dụng"... "4 phiên nên dùng Tĩnh Nam bá Hoàng Đắc Công, tổng trấn Cao Kiệt, Lưu Trạch Thanh, Lưu Lương Tá, ban nhiều ưu đãi, (để họ) làm bình phong cho ta, nghe theo mệnh lệnh của đốc thần, giữ lấy địa phương được giao phó, cùng nhau cố thủ"...

## Những bất cập dẫn đến thất bại
Như vậy Sử Khả Pháp bỏ qua hiềm khích cũ, thẳng thắn thừa nhận Tứ trấn là chủ lực của quân đội Nam Minh, đề nghị điều động bọn họ tiến hành kháng Thanh. Nhưng điều này nảy sinh ra nhiều bất cập:
Về mặt danh nghĩa, "phiên" hay "trấn" chính là nguồn gốc họa loạn của các triều đại Hán, Đường trong lịch sử Trung Quốc. Đến đời Tống, chính quyền kiên quyết dẹp bỏ tình trạng cát cứ phiên, trấn. Bởi triều đình Nam Minh không có quân đội, Sử Khả Pháp đành chấp nhận trao mọi quyền hạn cho Tứ trấn.
Vị trí của Tứ trấn quanh quẩn ở gần Nam Kinh, là vùng đất dễ đánh khó giữ, thay vì giữ lấy những nơi đất rộng người đông mà nhà Thanh chưa khống chế được, như Sơn Đông, Hà Nam,...
Thành phần của Tứ trấn phức tạp: Cao Kiệt và Lưu Lương Tá là thủ hạ cũ của Lý Tự Thành, Lưu Trạch Thanh nhận lệnh cứu viện Bắc Kinh nhưng lại bỏ trốn về nam, chỉ có Hoàng Đắc Công là kiên trung với nhà Minh. Tứ trấn cậy công phù lập, ngang nhiên làm càn, gây ra vô số tội ác với nhân dân . Cao Kiệt đố kỵ Hoàng Đắc Công đến nỗi muốn giết lẫn nhau, trong khi Sử Khả Pháp vẫn nhẫn nại hòng cảm hóa bọn họ . Ngay cả khi Cao Kiệt cảm động mà quyết tâm kháng Thanh, thì Cao – Hoàng vẫn không thể hợp tác .
Năm Hoằng Quang đầu tiên nhà Nam Minh, tức năm Thuận Trị thứ 2 nhà Thanh (1645), Cao Kiệt bị phản tướng Hứa Định Quốc ám hại, lực lượng mạnh nhất trong Tứ trấn tan rã. Không lâu sau, Hoàng Đắc Công tử trận ở Vu Hồ, Lưu Trạch Thanh, Lưu Lương Tá hàng Thanh. Giang Bắc tứ trấn hoàn toàn thất bại. Người đương thời xem kết cục này là đương nhiên .